# نیکا پیرس
نیکا پیرس (انگلیسی: Nica Pierce)شخصیت داستانی در فیلم‌های بازی بچگانه است که توسط دن مانچینی ساخته شده‌است.
فیونا دوریف نقش نیکا پیرس را به تصویر می‌کشد. او در دو فیلم نفرین چاکی ۲۰۱۳ و فرقه چاکی ۲۰۱۷ از مجموع هفت فیلم ظاهر می‌شود.